# Jbel Tassemit
Der Jbel Tassemit (Zentralatlas-Tamazight: Adrar n’Aklim oder Aklim n’Ouinisdrar, manchmal auch als Jbel Aghouennin bezeichnet) ist ein ca. 2205 m hoher Berg am nordwestlichen Rand des Mittleren Atlas bei der marokkanischen Stadt Beni Mellal. In den Wintermonaten ist sein Gipfel oft schneebedeckt.

## Lage und Besteigung
Der Jbel Tassemit befindet sich knapp 10 km (Luftlinie) südöstlich der Stadt Beni Mellal. Bis auf eine Höhe von ca. 1850 m führt eine Pistenstraße; der weitere Aufstieg ist zu Fuß in gut einer Stunde zu bewerkstelligen.